# Саут Шор (Јужна Дакота)
Саут Шор (енгл. South Shore) град је у америчкој савезној држави Јужна Дакота.

## Демографија
По попису из 2010. године број становника је 225, што је 45 (-16,7%) становника мање него 2000. године.
| Група             | 2000.       | 2010.       |
| Белци             | 267 (98,9%) | 210 (93,3%) |
| Афроамериканци    | 0 (0,0%)    | 1 (0,4%)    |
| Азијати           | 0 (0,0%)    | 0 (0,0%)    |
| Хиспаноамериканци | 0 (0,0%)    | 4 (1,8%)    |
| Укупно            | 270         | 225         |